# Escurolles
Escurolles (okzitanisch: Escuròlas) ist eine französische Gemeinde mit 797 Einwohnern (Stand: 1. Januar 2022) im Département Allier  in der Region Auvergne-Rhône-Alpes. Sie gehört zum Kanton Bellerive-sur-Allier im Arrondissement Vichy. 

## Geografie
Escurolles liegt 13 Kilometer westnordwestlich von Vichy in der Landschaft Limagne bourbonnaise am Andelot. Umgeben wird Escurolles von den Nachbargemeinden Broût-Vernet im Norden, Saint-Pont im Nordosten und Osten, Espinasse-Vozelle im Osten und Südosten, Cognat-Lyonne im Südosten und Süden, Monteignet-sur-l’Andelot im Süden, Saulzet im Westen sowie Le Mayet-d’École im Nordwesten.

## Bevölkerungsentwicklung
| Jahr                       | 1962 | 1968 | 1975 | 1982 | 1990 | 1999 | 2006 | 2019 |
| -------------------------- | ---- | ---- | ---- | ---- | ---- | ---- | ---- | ---- |
| Einwohner                  | 602  | 623  | 617  | 662  | 668  | 657  | 715  | 781  |
| Quellen: Cassini und INSEE |      |      |      |      |      |      |      |      |

## Sehenswürdigkeiten
- Benediktinerpriorei Notre-Dame
- romanische Kirche Saint-Cyr-Sainte-Julitte, Monument historique
- Schloss Les Granges aus dem 15. Jahrhundert, seit 1983 Monument historique
- Schloss Escurolles aus dem 15. Jahrhundert, seit 1980 Monument historique

Siehe auch: Liste der Monuments historiques in Escurolles

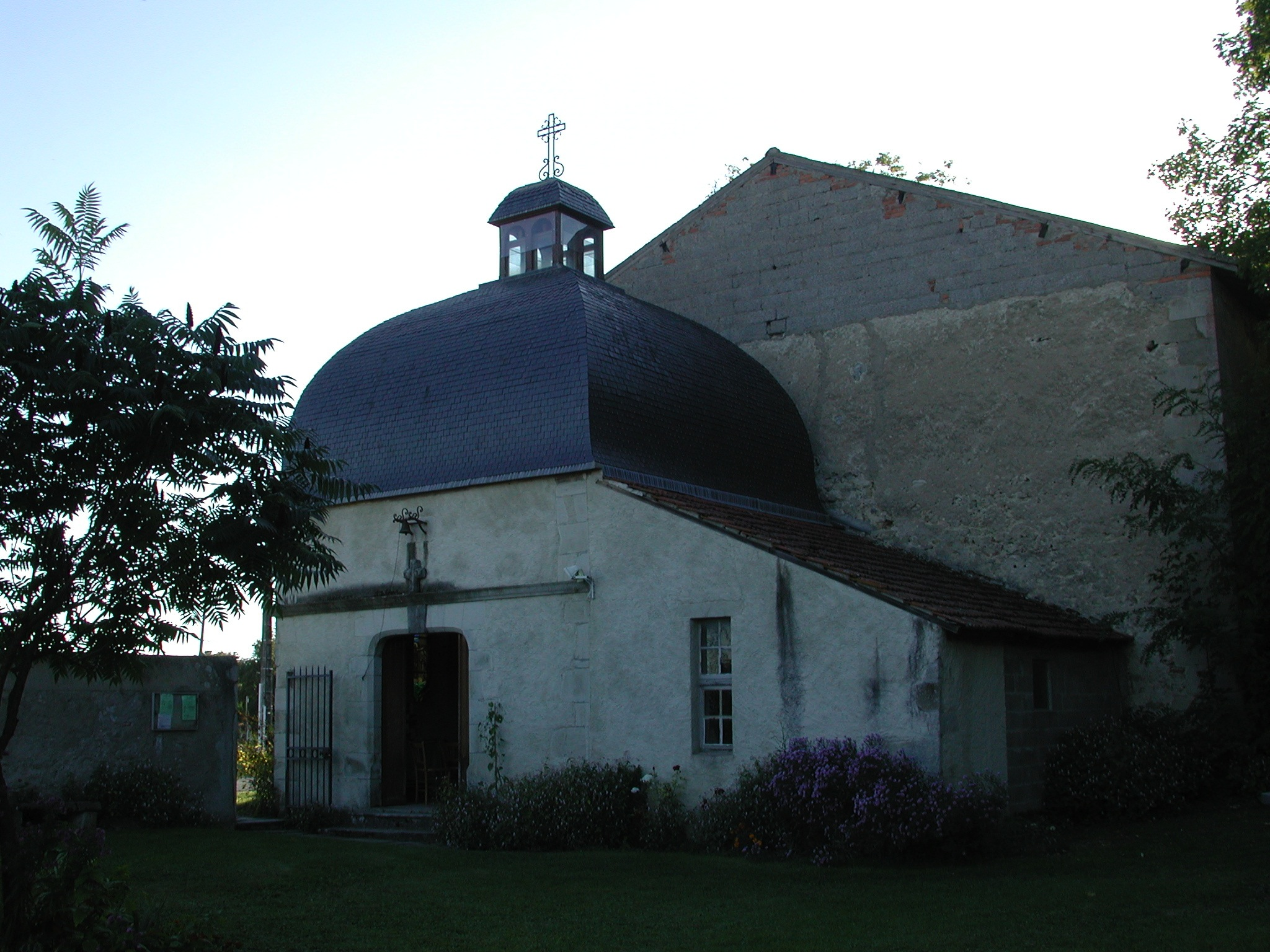
Kirche Notre-Dame
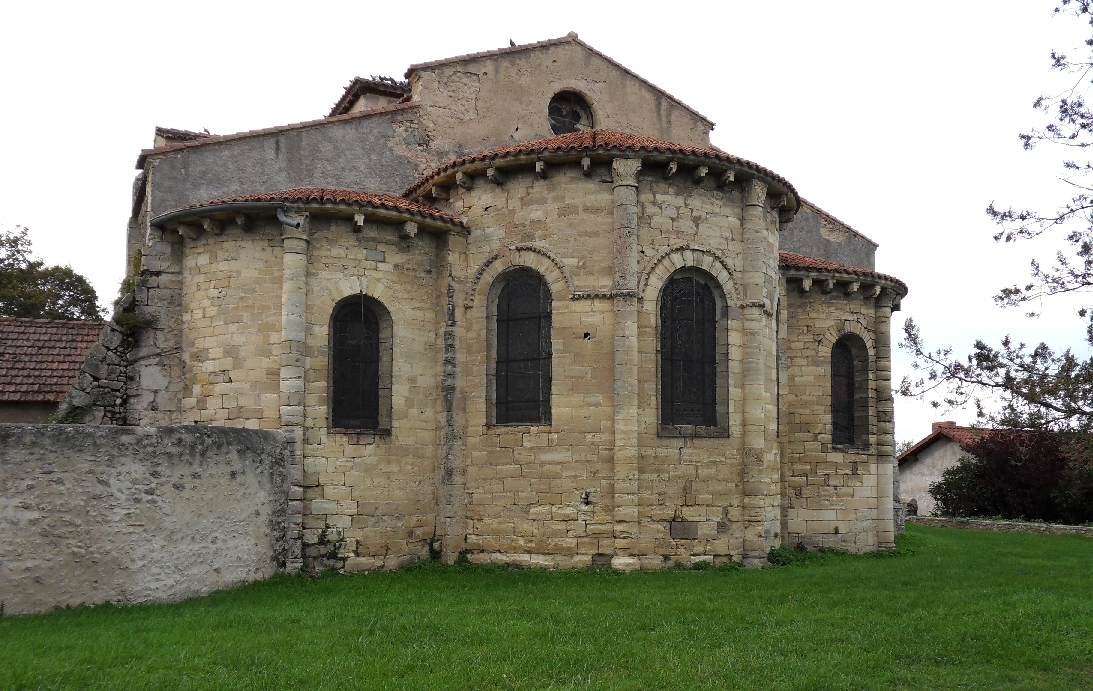
Kirche Saint-Cyr-Sainte-Julitte